# Montcey
Montcey é uma comuna francesa na região administrativa de Borgonha-Franco-Condado, no departamento de Alto Sona. Estende-se por uma área de 8,12 km². Em 2010 a comuna tinha 278 habitantes (densidade: 34,2 hab./km²).